# La Petite-Boissière
La Petite-Boissière ist eine französische Gemeinde mit 625 Einwohnern (Stand: 1. Januar 2022) im Département Deux-Sèvres in der Region Nouvelle-Aquitaine. Die Gemeinde gehört zum Arrondissement Bressuire und zum Kanton Mauléon. 

## Lage
La Petite-Boissière liegt etwa 22 Kilometer südsüdöstlich von Cholet in der Landschaft des Haut-Poitou. Umgeben wird La Petite-Boissière von den Nachbargemeinden Mauléon im Norden, Combrand im Süden und Osten, Montravers im Süden sowie Saint-Amand-sur-Sèvre im Westen. 

## Bevölkerungsentwicklung
| Jahr                      | 1962 | 1968 | 1975 | 1982 | 1990 | 1999 | 2006 | 2013 |
| Einwohner                 | 547  | 515  | 523  | 583  | 652  | 595  | 620  | 653  |
| Quelle: Cassini und INSEE |      |      |      |      |      |      |      |      |